# Fruchtkasten (Stuttgart)

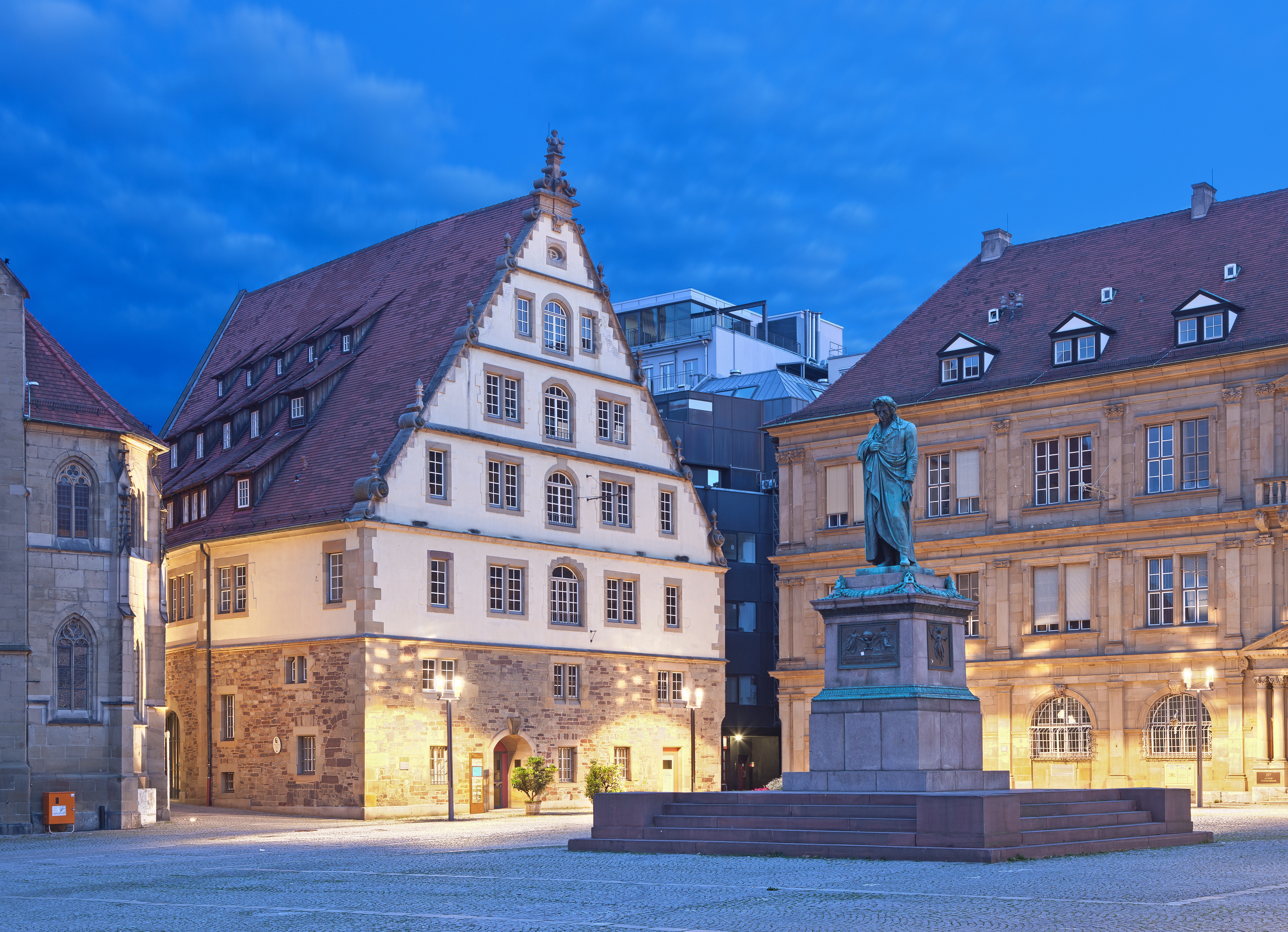
Fruchtkasten mit Schillerdenkmal

Der so genannte Fruchtkasten, ein spätgotischer Steinbau am Schillerplatz, ist eines der ältesten erhaltenen Gebäude Stuttgarts. Heutzutage wird das Haus als Teilmuseum des Landesmuseums Württemberg als Haus der Musik im Fruchtkasten genutzt.

## Geschichte des Hauses
Der Fruchtkasten wurde 1393 erstmals urkundlich als „große herrschaftliche Kelter hinter dem Stiftskirchhof“ erwähnt. Später wurde die Kelter als Fruchtkasten (Kornspeicher) genutzt. 1596 baute Heinrich Schickhardt im Auftrag von Herzog Friedrich I. den Schloss- und Kanzleiplatz. Im Rahmen dieser Maßnahmen wurden fünf Meter des Fruchtkastens abgetragen und die heutige Renaissancefassade errichtet. 1944/45 brannte der Fruchtkasten ab, beim Wiederaufbau in den 1950er Jahren wurde die Rückfront des Fruchtkastens abgerissen, um einen Heizungskeller einzurichten.
Das Gebäude ist ein geschütztes Kulturdenkmal, siehe Liste der Kulturdenkmale in Stuttgart-Mitte.

## Moderne Nutzung
Es gibt nicht nur die Musikinstrumentensammlung des Landesmuseums Württemberg im Fruchtkasten, sie hat sich zu einem Teilmuseum des Landesmuseums weiterentwickelt. Es heißt nun Haus der Musik, genauer ‚Haus der Musik im Fruchtkasten‘.
Es soll ein Treffpunkt auch für Musikfreunde sein. Das Landesmuseum Württemberg zeigt eben nicht nur herausragende Stücke aus seiner umfangreichen Sammlung historischer Musikinstrumente, sondern lässt sie auch in einem Konzertsaal im Erdgeschoss erklingen. Die besonders wertvollen Tasteninstrumente des 17. bis frühen 20. Jahrhunderts werden regelmäßig bei Konzerten gespielt.

## Quelle
- Harald Schukraft: Stuttgarter Straßen-Geschichte(n). Silberburg-Verlag, ISBN 3-925344-05-5.